# Sant'Omobono Terme
Sant'Omobono Terme (hasta 2004 Sant'Omobono Imagna) es una localidad y comune italiana de la provincia de Bérgamo, región de Lombardía, con 3.505 habitantes.

## Evolución demográfica
| Gráfica de evolución demográfica de Sant'Omobono Terme entre 1861 y 2001 |
|                                                                          |
| Fuente ISTAT - elaboración gráfica de Wikipedia                          |